# Hydraena sublamina
Hydraena sublamina är en skalbaggsart som beskrevs av Armand D'Orchymont 1945. Hydraena sublamina ingår i släktet Hydraena och familjen vattenbrynsbaggar. Inga underarter finns listade i Catalogue of Life.